# Zwergkammratte
Die Zwergkammratte oder Kleine Kammratte (Ctenomys minutus) ist eine Art der Kammratten. Die Art ist endemisch im Süden von Brasilien und kommt dort in den Bundesstaaten Santa Catarina und Rio Grande do Sul vor.

## Merkmale

### Äußere Merkmale
Die Zwergkammratte erreicht eine durchschnittliche Gesamtlänge von 14,1 Zentimetern bei den Männchen und 15,7 Zentimeter bei den Weibchen mit einer Schwanzlänge von durchschnittlich 7,4 Zentimetern bei einem Gewicht von etwa 190 Gramm. Die Hinterfußlänge beträgt 32 Millimeter. Es handelt sich damit um eine kleine bis mittelgroße Art der Gattung. Die Rückenfärbung reicht von mittelbraun bis dunkelbraun, die Bauchseite ist heller braun. Jungtiere sind dabei in der Regel heller als ausgewachsene Tiere.

### Merkmale des Schädels
Der Schädel ist klein. Die oberen Schneidezähne sind leicht vorstehend (proodont). Die Paukenblasen sind vergrößert. Der Zwischenaugenbereich ist vergleichsweise breit, der Hirnschädel besitzt einen nur wenig ausgeprägten Schädelkamm.

### Genetische Merkmale
Der Karyotyp besteht aus einem doppelten Chromosomensatz von 2n = 42, 46, 48 oder 50 (FN=68 bis 80) Chromosomen, wobei sich die Haplotypen innerhalb der Art auf zwei Typen konzentrieren und die Art damit vor der Lami-Kammratte (Ctenomys lami) die höchste Variabilität der Karyotypen innerhalb der Kammratten besitzt. Der Polymorphismus ist auf die verschiedenen Veränderungen in der chromosomalen Struktur zurückzuführen und deutet auf drei Populationskerne, einen nördlichen mit 2n = 49 und 50, einem zentralen mit 2n = 46a, 47 und 48 und einem südlichen mit 2n = 42, 45 und 46b. Diese Ergebnisse deuten auf eine Isolation als Start einer Artbildung hin.
Die Spermien sind symmetrisch.

## Verbreitung
Das Verbreitungsgebiet der Zwergkammratte ist auf den Süden von Brasilien beschränkt, wo die Art endemisch von Laguna Beach im Bundesstaat Santa Catarina bis São José do Norte in Rio Grande do Sul vorkommt.

## Lebensweise
Die Zwergkammratte lebt wie alle Kammratten weitgehend unterirdisch in Gangsystemen. Als Lebensraum nutzt sie offene sandige Bereiche des Flachlands und in Dünenbereichen, und sie lebt dabei typischerweise in den höchsten Bereichen von sandigen und trockenen Feldern und Weiden unweit von Gewässern. Sie ernährt sich generalistisch vegetarisch von der verfügbaren Vegetation, vor allem von Gräsern und Laub. Dabei wurden bei einer DNA-Analyse der Nahrungszusammensetzung bei der Zwergkammratte Pflanzen aus 13 verschiedenen Pflanzenfamilien identifiziert, wobei hauptsächlich Gräser (Poaceae), Araliengewächse (Araliaceae), Korbblütler (Asteraceae) und Hülsenfrüchtler (Fabaceae) nachgewiesen wurden. Exemplarisch an der Zwergkammratte wurden die Effekte der Besiedelung durch die Tiere auf die Bodenbeschaffenheit und die Vegetation in den Habitaten untersucht, in denen die Tiere vorkommen. Dabei wurde festgestellt, dass in diesen Gebieten die Gesamtbiomasse abnimmt, die Bedeckung der Fläche durch Vegetation allerdings gleich bleibt. Der Boden ist in den genutzten Bereichen sowohl in 10 wie auch in 20 Zentimetern Tiefe deutlich lockerer und weicher, der Phosphor- und der Kaliumgehalt signifikant erhöht und der pH-Wert deutlich niedriger als in nicht von Kammratten besiedelten Regionen.
Die Tiere sind Einzelgänger (solitär); die Bestandsdichten liegen dabei zwischen 7 und 42 Individuen pro Hektar, wobei die Geschlechterverteilung leicht zugunsten der weiblichen Tiere verschoben ist. Die Paarung der Tiere findet von Juni bis Oktober statt; die Weibchen gebären die Jungtiere ab September bis Dezember bzw. Januar nach einer Tragzeit von etwa 90 Tagen. Die Würfe bestehen dabei aus je einem bis drei Jungtieren. Nach etwa sechs Monaten erreichen die Tiere die Geschlechtsreife.

## Systematik
Die Zwergkammratte wird als eigenständige Art innerhalb der Gattung der Kammratten (Ctenomys) eingeordnet, die aus etwa 70 Arten besteht. Die wissenschaftliche Erstbeschreibung der Art stammt von dem deutschen Zoologen Alfred Nehring aus dem Jahr 1887, der sie anhand von Individuen „aus dem Campos östlich von Mundo Novo“ beschrieb; die Terra typica wurde in den 1970er Jahren auf die Küstenregion nahe der Mündung des Rio Tramandahy, etwa 98 Kilometer östlich von Porto Alegre, eingegrenzt. Im Jahr 2001 wurde die Lami-Kammratte (Ctenomys lami) von der Zwergkammratte abgegrenzt. Aufgrund von molekularbiologischen Daten wird sie der  torquatus-Gruppe um die Halsband-Kammratte (Ctenomys torquatus) zugerechnet.
Innerhalb der Art werden neben der Nominatform keine Unterarten unterschieden, allerdings benannten Wilson & Reeder 2005 zwei Unterarten: Ctenomys minutus minutus und Ctenomys minutus bicolor. Die Zweifarbige Kammratte (Ctenomys bicolor) in Bolivien wird mittlerweile jedoch als eigenständige Art betrachtet.

## Status, Bedrohung und Schutz
Die Zwergkammratte wird von der International Union for Conservation of Nature and Natural Resources (IUCN) nicht in eine Gefährdungskategorie eingeordnet, sondern aufgrund ungenügender Daten als „data deficient“ gelistet. Die Lebensräume in der Küstenebene, in denen diese Art lebt, leiden unter ständigen Veränderungen aufgrund von Urbanisierung, Viehzucht und landwirtschaftlicher Bodennutzung sowie von Entwässerungsmaßnahmen im Zusammenhang mit dem Reis-Anbau.
Zwischen den Populationen der Zwergkammratte und der nahe verwandten Lami-Kammratte (Ctenomys minutus) wurde eine Hybridzone identifiziert. Ursprünglich waren beide Arten durch eine breite Feuchtzone getrennt; durch den Reisanbau wurde der Sumpf jedoch auf eine trockene Region reduziert, und die beiden Arten wurden zusammengeführt.

## Belege
1. 1 2 3 4 5 6 7 8 9 10 11  Minute Tuco-tuco. In: T.R.O. Freitas: Family Ctenomyidae In: Don E. Wilson, T.E. Lacher, Jr., Russell A. Mittermeier (Herausgeber): Handbook of the Mammals of the World: Lagomorphs and Rodents 1. (HMW, Band 6) Lynx Edicions, Barcelona 2016, S. 521–522. ISBN 978-84-941892-3-4.
2. 1 2  Thales Renato O. de Freitas: Ctenomys lami: The highest chromosome variability in Ctenomys (Rodentia, Ctenomyidae) due to a centric fusion/fission and pericentric inversion system. Acta Theriologica 52, 2007; S. 171–180. doi:10.1007/BF03194212
3. ↑  Thales Renato O. de Freitas: Chromosome polymorphism in Ctenomys minutus (Rodentia-Octodontidae). Brazilian Journal of Genetics 20 (1), März 1997. doi:10.1590/S0100-84551997000100001
4. ↑  Cristina Claumann Freygang, Jorge Reppold Marinho, Thales R.O. de Freitas: New Karyotypes and Some Considerations about the Chromosomal Diversification of Ctenomys minutus (Rodentia: Ctenomyidae) on the Coastal Plain of the Brazilian State of Rio Grande do Sul. Genetica 121, 2004; S. 125–132. doi:10.1023/B:GENE.0000040376.56321.be
5. 1 2 3  Ctenomys minutus in der Roten Liste gefährdeter Arten der IUCN 2019. Eingestellt von: J. Dunnum, N. Bernal, 2016. Abgerufen am 26. April 2020.
6. ↑  Daniel Galiano, Bruno B. Kubiak, Gerhard E. Overbeck, Thales R. O. de Freitas: Effects of rodents on plant cover, soil hardness, and soil nutrient content: a case study on tuco-tucos (Ctenomys minutus). Acta Theriologica, Juli 2014. doi:10.1007/s13364-014-0193-x.
7. 1 2 3  Ctenomys minutus. In: Don E. Wilson, DeeAnn M. Reeder (Hrsg.): Mammal Species of the World. A taxonomic and geographic Reference. 2 Bände. 3. Auflage. Johns Hopkins University Press, Baltimore MD 2005, ISBN 0-8018-8221-4.
8. ↑  Thales Renato O. de Freitas: Tuco-tucos (Rodentia, Octodontidae) in Southern Brazil: Ctenomys lami spec. nov. Separated from C. minutus Nehring 1887. Studies on Neotropical Fauna and Environment 36 (1), 2001; S. 1–8.
9. ↑  Ctenomys lami in der Roten Liste gefährdeter Arten der IUCN 2019. Eingestellt von: C.J. Bidau, 2016. Abgerufen am 24. April 2020.